# Radmotor

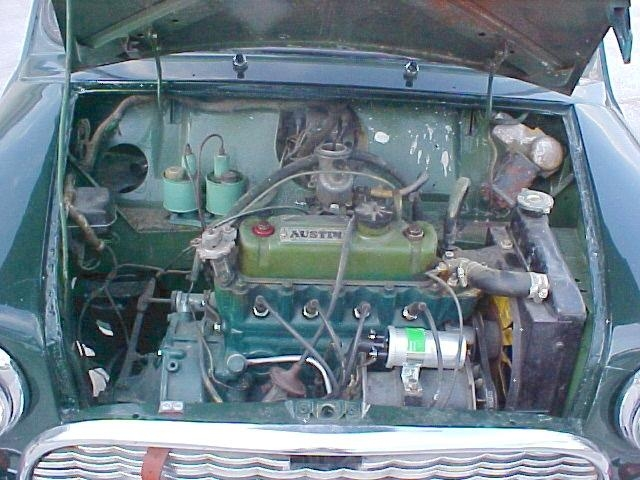
Tvärställd fyrcylindrig rak motor i en personbil.

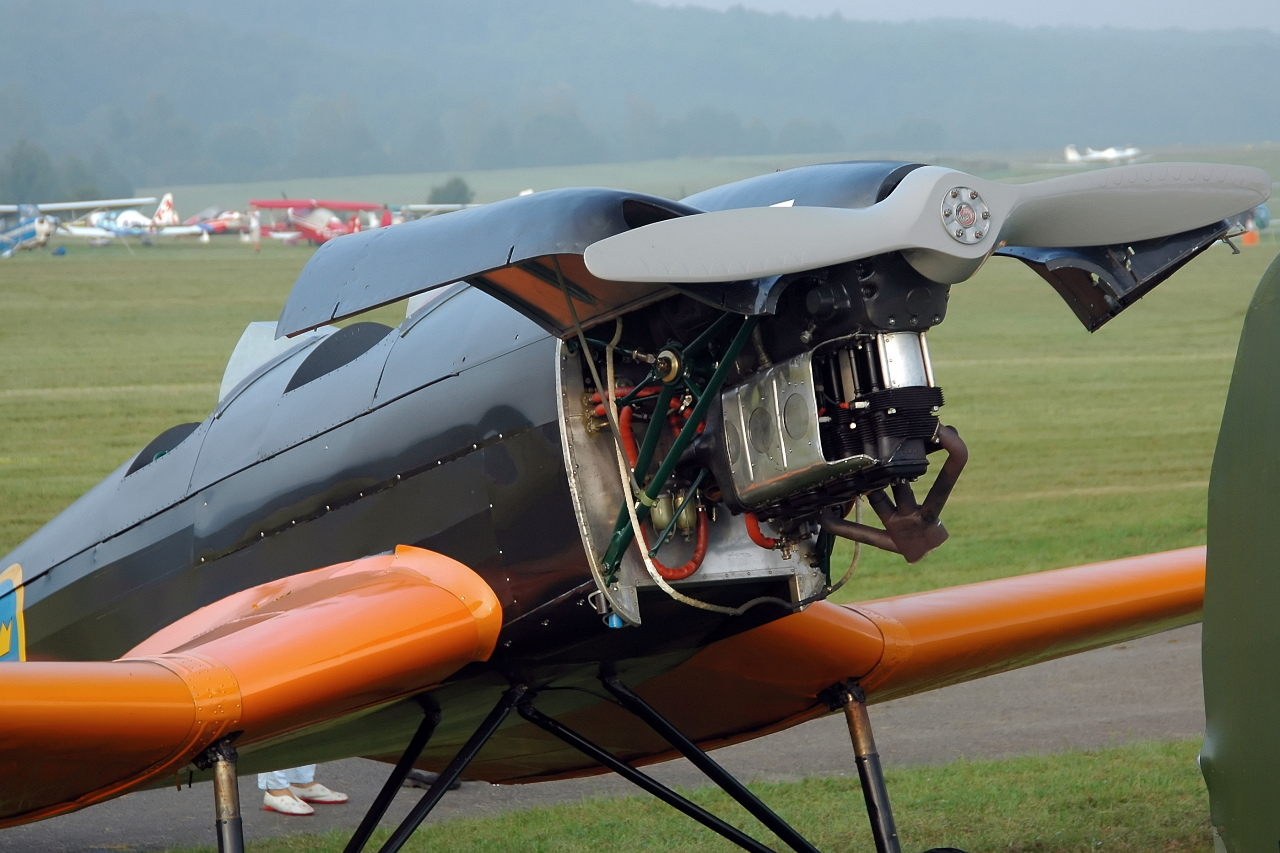
Inverterad radmotor på Klemm 35.

Radmotor eller rak motor är en konfiguration av förbränningsmotor. Radmotor innebär att cylindrarna är vända åt samma håll och ligger i samma plan. Denna konfiguration är vanligt förekommande bland motorer med upp till sex cylindrar. 
Tidigare tillverkades även raka åttacylindriga motorer. Av tekniska och utrymmesmässiga skäl används dessa ej längre i personbilar.
I de flesta tillämpningar – exempelvis bilar – är vevaxeln belägen längst ned i motorn och förbränningsrummen överst, men det finns undantag. Den inverterade radmotorn var mycket vanlig i mindre flygplan som tillverkades i Europa på 1930- och 40-talen. Vevaxeln sitter högst uppe och cylindrarna hänger i rad under den. Det ger en smal nos och propellern får fritt utrymme över marken utan att cylindrarna skymmer pilotens sikt. Dessa plan brukar ha ett karakteristiskt format luftintag för kylning som är högsmalt och asymmetriskt placerat under propelleraxeln. En inverterad motor har så kallad torrsumpsmörjning. En inverterad motor ger oftast problem med att tändstiften smutsas ner av olja varför de flesta flygmotorer idag är av boxertyp. 
Exempel på flygplan med inverterad radmotor är Tiger Moth, Auster Autocrat, Klemm 35 samt den första modellen av Saab 91 Safir (modell 91A).

## Tekniska egenskaper
Varje cylinder i en fyrtaktsmotor utför en arbetstakt vartannat varv. Därför måste en rak fyrtaktsmotor ha minst fyra cylindrar om glapp mellan arbetstakterna ska undvikas. En rak tvåtaktsmotor behöver dock endast ha två cylindrar för att få denna egenskap. Med fem eller fler cylindrar erhålls överlappande arbetstakter för en rak fyrtaktsmotor.